# Bydhošťské vojvodství (1975–1998)
Bydhošťské vojvodství (polsky województwo bydgoskie) byl správní celek v Polské lidové republice a v Polsku, který existoval v letech 1975–1998. Jeho centrem byla Bydhošť. Vojvodství mělo rozlohu 10 349 km². Rozkládalo se na severu Polska a sousedilo s Słupským, Gdaňským, Elblągským, Toruňským, Włocławským, Konińským, Poznaňským a Pilským vojvodstvím.
Vzniklo dne 1. června 1975 na základě správní reformy. Zrušeno bylo k 31. prosinci 1998 během další správní reformy. Území Bydhošťského vojvodství bylo tehdy zahrnuto do Kujavsko-pomořského, Velkopolského (gmina Trzemeszno) a Pomořského vojvodství (okres Chojnice).

## Města
Počet obyvatel k 31. 12. 1998
| - Bydgoszcz – 386 855 - Inowrocław – 79 534 - Chojnice – 40 229 - Świecie – 27 084 - Nakło nad Notecią – 20 108 - Solec Kujawski – 14 641 - Żnin – 14 401 - Tuchola – 14 235 - Mogilno – 12 675 - Koronowo – 10 640 - Czersk – 9 500 - Szubin – 9 330 - Kruszwica – 9 310 | - Sępólno Krajeńskie – 9 300 - Janikowo – 9 100 - Barcin – 7 800 - Trzemeszno – 7 600 - Gniewkowo – 7 200 - Strzelno – 6 000 - Więcbork – 5 800 - Pakość – 5 800 - Kcynia – 4 700 - Brusy – 4 500 - Łabiszyn – 4 400 - Mrocza – 4 300 - Janowiec Wielkopolski – 4 100 - Kamień Krajeński – 2 300 |